# 海老江村 (新潟県)
海老江村（えびえむら）は、かつて新潟県岩船郡にあった村。

## 沿革
- 1889年（明治22年）4月1日 - 町村制施行に伴い岩船郡海老江村が村制施行し、海老江村が発足。
- 1901年（明治34年）11月1日 - 岩船郡金屋村、南保内村、大津村と合併し、金屋村を新設して消滅。